# Trifko Grabež
 (juin 2017).
Si vous disposez d'ouvrages ou d'articles de référence ou si vous connaissez des sites web de qualité traitant du thème abordé ici, merci de compléter l'article en donnant les références utiles à sa vérifiabilité et en les liant à la section « Notes et références ».
Trifkun « Trifko » Grabež, né en 1895 à Pale en Bosnie-Herzégovine et mort en octobre 1916 de la tuberculose, était un membre de l'organisation serbe de La Main noire impliqué dans l'Attentat de Sarajevo avec Gavrilo Princip et Nedeljko Čabrinović.

## Participation de Grabež dans l'attentat de Sarajevo
En mars 1914, Gavrilo Princip, projetant d'attenter à la vie de l'archiduc François-Ferdinand, a besoin de complices qui seront deux camarades bosno-serbes de Belgrade: Trifko Grabež, un étudiant, et Nedeljko Čabrinović, typographe. Tous trois se rendent à Sarajevo le 4 juin 1914.
Avec trois autres complices recrutés sur place, les six hommes sont embusqués le long de l'avenue que l'archiduc doit prendre pour se rendre à la réception à l'hôtel de ville le 28 juin 1914.
Bien que Grabež n'ait pas utilisé ses armes, il est arrêté le 30 juin 1914 et condamné en octobre 1914 à vingt ans de travail forcé. Il meurt le 21 octobre 1916 de maladie.